# محب سعد إبراهيم
محب سعد إبراهيم (1941 - 2012) هو أستاذ دكتور بقسم اللغة الإيطالية بكلية الألسن جامعة عين شمس. حاز الدكتور على جائزة جامعة عين شمس التقديرية في مجال الآداب والفنون، وحاز على العديد من الأوسمة سواء من مصر أو إيطاليا.

## سيرته الذاتية
ولد محب سعد إبراهيم 9 يونيو 1941 ودرس في كلية الألسن قسم اللغة الإيطالية جامعة عين شمس وحصل على الليسانس عام 1961. ثم عُين معيد بكلية الألسن جامعة عين شمس عام 1963م، ثم تدرج في العديد من المناصب فأصبح:
- مدرس بكلية الألسن جامعة عين شمس عام 1972م.
- أستاذ مساعد بكلية الألسن جامعة عين شمس عام 1977م.
- أستاذ بكلية الألسن جامعة عين شمس عام 1982م.
- رئيس مجلس قسم اللغة الإيطالية بكلية الألسن، جامعة عين شمس عام 1992م.
- وكيل الكلية لشئون خدمة المجتمع والبيئة جامعة عين شمس عام 1994م.
- وكيل الكلية لشئون الدراسات العليا والبحوث جامعة عين شمس عام 1999م.
- أستاذ متفرغ بقسم اللغة الإيطالية بكلية الألسن.

## الإسهامات
ساهم دكتور محب في الكثير من الأنشطة مثل:
- الإعداد لأول مؤتمر عن الترجمة تنظمه كلية الألسن عام 2000.
- ترجمة ومراجعة كتاب تاريخ مسلمي صقلية للمستشرق مكيلي أماري بالإشتراك مع الأستاذ الدكتور ربيع سلامة في ثلاثة أجزاء 2100 صفحة.[1]
- الاشتراك في مناقشة 6 رسائل دكتوراه بكلية الآداب جامعة روما – إيطاليا.
- إلقاء سلسلة محاضرات لطلبة الدكتوراه في كلية الآداب جامعة نابولي.
- تأليف عدد من الكتب الإيطالية منها كتاب العلم باللغة الإيطالية بالمدارس الثانوية المصرية.
- الإشراف على عدد من رسائل الماجستير والدكتوراه.
- مقرر اللجنة العلمية للترقيات للغات الإيطالية والإسبانية والألمانية والروسية.

## الكتب والمؤلفات العلمية
«نعم، أتحدث الإيطالية» "Sì, parlo l'italiano", كتاب تعليم اللغة الإيطالية بالمدارس الثانوية - وزارة التربية والتعليم- القاهرة 1985.

## الترجمات
قدم الدكتور محب العديد من الترجمات والمؤلفات منها
- من شعر أونجاريتي- شامبليون-1986, طبعة ثانية 2002.
- المطاردة - إيتالوكالفينو- المعهد الثقافي الإيطالي، القاهرة 1988.
- كارلوألفونوناللينو، الجزيرة العربية، مكتبة الملك عبد العزيز (تحت الطبع)
- «اعترافات الشيخ»-إيتالو زفيفو- المعهد الثقافي الإيطالي بالقاهرة 1999.
- «صيفيات من نار» ر-ركوارنتوتوجامبيني- المعهد الثقافي الإيطالي، القاهرة 1999
- الفسكونت المشطور- إيتالو كالفينو- القاهرة 1999 (مراجعة).
- العائلة - شيزاري بافيزي- المعهد الثقافي الإيطالي، القاهرة 2001.
- أنشودة ليلة لراع آسيوي جوال للشاعر جاكوموليوباردي- مجلة الألسن للترجمة - العدد الأول- يونية 2001.

## المؤتمرات والجمعيات العلمية
شارك دكتور محب في العديد من الندوات والسيمنارات داخل مصر وخارجها مثل:
- الاشتراك في عدد من المؤتمرات الدولية في مختلف الجامعات الإيطالية من عام 1985 إلى عام 1998.
- الاشتراك في مؤتمرات كلية الألسن جامعة المنيا.
- عضو لجنة الترجمة بالمجلس الأعلى للثقافة.
- عضو جمعية دانتي اليجبيري الإيطالية.
- عضو الجمعية الدولية لدراسات اللغة الإيطالية بإيطاليا.
- عضو لجنة تطوير تعليم اللغة الإيطالية بوزارة التربية والتعليم.
- السيمنار الثاني بجامعة ميلانو-إيطاليا، معهد الدراسات التاريخية.
- سيمنار دراسات البحر المتوسط نابولي-إيطاليا.
- سيمنار الدراسات الإيطالية في شمال إفريقيا بتونس.
- الندوة التحضيرية لمؤتمر مصر بإيطاليا.
- مؤتمر أدب الرحلات والاستيطان في البحر المتوسط بإيطاليا
- الإعداد لمؤتمر «الترجمة الماضي - الحاضر- المستقبل» بكلية الألسن - جامعة عين شمس.
- إحدى مؤسسي جمعية خريجي كلية الألسن ونائب رئيس مجلس إداراتها.

## الأوسمة
حصل الدكتور محب على العديد من الجوائز والأوسمة منها:
- شهادة الجدارة والميدالية الذهبية من جمعية دانتي الليجيري بإيطاليا عام 1987م.
- وسام التضامن من رتبة فارس من رئيس جمهورية إيطاليا عام 2003.
- وسام الجمهورية من رتبة فارس من رئيس جمهورية إيطاليا عام 2006.
- جائزة عين شمس التقديرية
- إلقاء محاضرات لطلبة الدكتوراة في كلية الآداب- جامعة نابولي-إيطاليا.

## وصلات خارجية
http://www.asu.edu.eg/article.php?action=show&id=1446#.Vsm3KX2LTIU